# Капрезе
Капре́зе (итал. caprese, нескл., ср.р.) — лёгкая закуска из помидоров, моцареллы, оливкового масла и зелёного базилика. Одна из разновидностей антипасто. Название получила от острова Капри в Италии. Благодаря красно-бело-зелёному цвету, повторяющему цвета итальянского флага, капрезе стало одним из национальных блюд Италии.
Это блюдо легко в приготовлении: по кругу укладываются нарезанные ломтиками помидоры, моцарелла и листики базилика, которые сверху приправляются солью и чёрным перцем и поливаются оливковым маслом и бальзамическим уксусом. В традиционном рецепте должна использоваться моцарелла из молока чёрных буйволиц (итал. Mozzarella di bufala campana), лучший сорт томатов для капрезе — «Бычье сердце», базилик сорта «Дженовезе», а оливковое масло должно быть холодного отжима. К капрезе обычно подают свежий хлеб.
Салат назван в честь острова Капри, где он, как полагают, был впервые приготовлен. О причинах происхождении салата существуют две распространенные истории — он был данью уважения итальянскому флагу или служил средством умиротворения вкусов отдыхающих членов королевской семьи и важных политиков в XX веке".